# Anhinga americana
L'anhinga americana (Anhinga anhinga) és una espècie d'ocell de la família dels anhíngidss (Anhingidae) que habita pantans, llacs, rius tranquils i manglars d'Amèrica, des dels estats meridionals dels Estats Units, a través de Mèxic i Amèrica Central fins a Amèrica del Sud, per l'oest dels Andes fins a Equador i per l'est, fins a l'Uruguai i el nord de l'Argentina. També a Cuba, l'illa de la Juventud i Granada